# Vladislav Buzeskul
Vladislav Petrovici Buzeskul sau Buzescul (în rusă Владислав Петрович Бузескул, n. 8/20 martie 1858, Izyumsky Uyezd⁠(d), gubernia Harkov⁠(d), Imperiul Rus – d. 1 iunie 1931, Harkov, RSS Ucraineană, URSS) a fost un istoric rus și sovietic, membru al Academiei de Științe al URSS. 

## Biografie
Buzeskul s-a născut în 1858 în satul Popovka, în apropiere de Harkov. Provenea dintr-o familie de boieri moldoveni emigrați în Rusia împreună cu Dimitrie Cantemir. A studiat la Universitatea Imperială din Harkov, unde a devenit profesor în 1890. 
Activitatea sa științifică este foarte diversă, dar principalele sale lucrări sunt în domeniul Greciei antice, cum ar fi: „Introducere în istoria Greciei” (1903); „Istoria democrației ateniene” (1909); „O scurtă introducere în istoria Greciei” (1910). Toate aceste lucrări se disting prin independența științifică completă și obiectivitatea strictă a prezentării. În 1911, Buzeskul a publicat o colecție de lucrări unde, pe lângă istoria Greciei antice, mai erau publicate informații și despre Egiptul Antic, dar și despre Evul mediu. 
A predat la Universitatea din Harkov până în anul 1924, când s-a pensionat. A decedat în Harkov, în 1931, la vârsta de 73 de ani.